# Pedro Marín
Pedro Martínez Marín, conegut com a Pedro Marín   (Barcelona, 22 de novembre de 1961), és un cantant i execonomista català. Va assolir molt d'èxit durant els anys 70 i 80 entre el públic adolescent gràcies a èxits com la cançó Aire. Posteriorment va retirar-se i va treballar a la banca, però va reprendre l'activitat musical el 2007.
Nascut a Barcelona el 1961.
Va assolir molt d'èxit entre el públic adolescent a finals dels anys 70 i inicis dels 80, gràcies a l'ús de la seva imatge atractiva, en un moment que va ser clau el fenomen dels fans, que va portar-lo a esdevenir un ídol del moment, ocupant durant molt de temps les portades de les revistes com Súper Pop. Va ser molt notable l'èxit que van tenir les seves cançons Aire, que va portar-lo a la fama, Que no, entre d'altres. Les seves cançons van ser les primeres a considerar-se com synthpop en castellà.
Després d'aquesta primera etapa, malgrat haver tingut alguns èxits a mitjan anys 80 com Rebelde i Tú serás sólo mía, l'esclat de la movida van fer que el 1986, després del fracàs del disc Especies en extinción, anunciï la retirada. Segons ha afirmat ell mateix, tampoc no va saber gestionar la fama, ni va sentir-se satisfet de l'experiència, i això va fer que es retirés i se n'allunyés completament.
En deixar la música, va reprendre els seus estudis i va estudiar Econòmiques. En acabar els estudis, va treballar durant deu anys en el departament internacional d'una entitat bancària i va viatjar per diversos països, sempre vinculat a l'art i la cultura a través de la compra d'antiguitats o la pràctica de la pintura, la composició o la direcció de videoclips.
El 2007 va reprendre l'activitat musical i va publicar el seu àlbum Pulpo negro, que va vendre 50.000 còpies només a Espanya, i ha continuat llançant treballs com El día después o I will glam (2009), Hombre mecánico (2014), o Secret Songs, amb algunes cançons originals en anglès.
Actualment resideix al barri de Poblenou.